# 아워 이디엇 브라더
《아워 이디엇 브라더》(영어: Our Idiot Brother)는 2011년 개봉한 미국의 코미디 드라마 영화이다.

## 줄거리
농부인 슬래커 네드는 경찰에게 대마를 팔려고 하다가 체포된다. 몇 달 후 가석방으로 나온 네드는 애인도, 일자리도, 살 곳도 없어지자 세 명의 여자 형제 언론인 미란다, 힙스터 내털리, 주부 리즈에게 돌아가며 빌붙어 지내며 질서정연했던 이들의 삶에 평지풍파를 일으킨다.

## 출연
- 폴 러드 - 네드 로클린 역
- 엘리자베스 뱅크스 - 미란다 로클린 역
- 조이 데이셔넬 - 내털리 "냇" 로클린 역
- 에밀리 모티머 - 리즈 로클린 앤더슨 역
- 스티브 쿠건 - 딜런 앤더슨 역
- 휴 댄시 - 크리스천 스미스 역
- 러시다 존스 - 신디 해리스 역
- 셜리 나이트 - 아일린 로클린 씨 역
- 캐스린 한 - 재닛 지벨 역
- T. J. 밀러 - 빌리 오윈 역
- 애덤 스콧 - 제러미 혼 역
- 재닛 몽고메리 - 애러벨라 갤러웨이 역
- 스털링 K. 브라운 - 가석방 담당자 오마 콜먼 역
- 매슈 민들러 - 리버 빙 역
- 밥 스티븐슨 - 워시번 경관 역
- 케이티 애설턴 - 에이미 역
- 크리스토퍼 에번 웰치 - 로비 역 (크레디트 미기재)